# Soledua
Soledua is een bestuurslaag in het regentschap Nias Selatan van de provincie Noord-Sumatra, Indonesië. Soledua telt 449 inwoners (volkstelling 2010).